# Богатубе
Богатубе (укр. Богатубе) — одна из северных точек Керченского полуострова, мыс на востоке Крыма на территории Ленинского района (Крым). На берегу Азовского моря, является западной точкой бухты Морской Пехоты. Расположен западнее села Курортное, ранее на мысе было ныне исчезнувшее село Новый Свет.
Береговая линия мыса обрывистая. У берега есть подводные камни.
Южнее расположено Чокракское озеро